# The For Carnation
The For Carnation est un groupe de post-rock et slowcore américain, originaire de Louisville, dans le Kentucky.

## Biographie
Le groupe est formé en 1994 par Brian McMahan qui est et restera le seul membre constant du groupe. Le groupe précédent de McMahan, Slint, avait déjà ce son distinctif et cette esthétique sombre qu'il a voulu instaurer dans The For Carnation.
Ils comptent deux EP et un album : Fight Songs (Matador Records, 1995), Marshmallows (Matador Records, 1996), et The For Carnation (Touch and Go Records, 2000). Fight Songs et Marshmallows ont été plus tard réunis en un seul album, Promised Works, sorti par Runt en 1997 qui lui-même est réédité par Touch and Go Records en 2007.
Une chanson intitulée There's Something on Your Mind est publiée en téléchargement gratuit sur LastFM en novembre 2009. Une autre chanson, The Bike, est aussi incluse dans la compilation White Power is For Dummies en décembre 2016.

## Membres

### Membres actuels
- Brian McMahan

### Anciens membres
- Doug McCombs et Johnny « Machine » Herndon de Tortoise
- Todd Cook (bassiste actuel de Shipping News)
- Britt Walford et David Pajo de Slint

## Discographie

### Singles et EP
- Marshmallows (1996, Matador Records)
- Fight Songs (1995, Matador Records)